# Gasolin'
Gasolin' — данський рок-гурт з міста Крістіансгавн, Копенгаген, заснований Кімом Ларсеном, Францом Бекерлі та Вілі Йонссоном у 1969 році. Їхнім першим барабанщиком був нині покійний Бйорн Уґлеб'єрґ. У 1971 році його замінив Сорен Берлев. На момент створення гурту гітарна гра Франца Бекерлі була натхненна Джимі Гендріксом, вокал і тексти Ларсена — Бобом Діланом, а ритміка Йонссона і Берлева багато в чому завдячувала The Beatles. Втім, незабаром вони виробили власний музичний стиль. Тексти пісень Gasolin, як правило, писалися всім гуртом, часто за допомогою їхнього друга Моґенса Моґенсена.

## Історія
Франц Бекерлі та Вілі Йонссон знали один одного з дитинства, і, оскільки обидва грали музику, вони захотіли разом створити гурт. Хоча Бекерлі виховувався без особливої любові з боку бабусі та дідуся, він відчував тепло в домі Вілі. Кім Ларсен приєднався до них, прочитавши оголошення, яке вивісили в «Крістіанії». Гурту все ще бракувало барабанщика. Через деякий час першим став Бйорн Уґлеб'єрґ, але згодом його замінив Сорен Берлев. У 1970 році Gasolin' випустили свій перший сингл «Silky Sally». За ним виникнули «Child of Institution» і «Johnny The Jackpot». Ці три сингли були виконані англійською мовою і провалилися. Їхній дебютний альбом і всі наступні альбоми мали данські тексти та були успішними. Хоча час від часу вони все ще співали англійською, данська виявилася мовою, якою вони могли виразити себе найбільш красномовно й це було визнано данською аудиторією та критиками.
З 1972 по 1978 рік Gasolin' був найпопулярнішим рок-гуртом у Данії. З продюсером Роєм Томасом Бейкером вони випустили такі класичні альбоми, як «Gasolin' 3», «Gas 5» та «Efter endnu en dag». Дехто вважає Gasolin' данськими The Beatles, кожен альбом яких був знаковим. Причинами розпаду стали неспроможність прорватися на міжнародний ринок та особисті розбіжності.
Після розпаду гурту Кім Ларсен став дуже успішним сольним виконавцем. Його альбом 1983 року «Midt om Natten» став найбільш продаваним альбомом у Данії за всю історію. Вілі Йонссон та Сорен Берлев продовжували грати музику як сесійні музиканти та в різних гуртах. Франц Бекерлі працює як художник, але час від часу він грав із Сореном Берлевом у Christianhavns Bluesband, а в 1979 році випустив альбом «No Kiddin».
У 1991 році CD-компіляція «Rabalderstræde Forever» стала хітом, так само як і бокс-сет 2003 року «The Black Box». У 2006 році фільм під назвою «Gasolin' 4-ever» режисера Андерса Остерґаарда став найпопулярнішим документальним фільмом у Данії за всю історію. Попри це, Gasolin' завжди відмовлялися возз'єднуватися (а через смерть Ларсена у 2018 році возз'єднання Gasolin' стає ще більш малоймовірним).

## Дискографія

### Альбоми
- «Gasolin'» (1971) CBS
- «Gasolin' 2» (1972) CBS
- «Gasolin' 3» (1973) CBS
- «Gasolin'» (1974) CBS
- «The Last Jim» (1974) CBS
- «Stakkels Jim» (1974) CBS
- «Gas 5» (1975) CBS
- «Live sådan» (1976 — запис) CBS
- «What a Lemon» (1976) Epic EPC (NL)
- «Efter endnu en dag» (1976) CBS
- «Gør det noget» (1977) CBS
- «Killin' Time» (1978) CBS
- «Live i Skandinavien» (1978 — запис) CBS
- «Supermix 1» (1980 — компіляція) CBS
- «Supermix» (1980 — компіляція) CBS
- «Rabalderstræde Forever» (1991 — компіляція) CBS
- «Derudaf Forever» (1993 — запис) COL
- «A Foreign Affair» (1997 — компіляція) COL
- «Gasolin' Forever» (1999 — компіляція) COL
- «The Early Years» (2000 — компіляція) COL
- «A Foreign Affair II» (2002 — компіляція) COL
- «The Black Box» (2003 — бокс-сет) COL
- «Masser af succes» (2009 — компіляція)

Всі альбоми були випущені лейблами CBS або Columbia Records.

### Сингли
- «Silky Sally» / «I've Got to Find the Looser» (1970 — Spectator Records)
- «Child of Institution» / «The Escape» і «W.J.» (1970 — Sonet)
- «Johnny the Jackpot» / «Get in Touch with Tomorrow» (1971 — CBS)
- «Holy Jean» / «Lady Rain» (1973 — CBS)
- «Fed lykke til alle» / «I Love You Baby and Truckdriver Blues» (1973 — CBS)
- «Hva' gør vi nu, lille du» / «Keep on Knockin'» (1976 — CBS)
- «Endelig jul igen» / «Get on the Train» (1977 — CBS)
- «Where Do We Go Now, Mon Ami» / «Killin' Time» (1978 — CBS)
- «Uh-Lu-La-Lu» / «Killin' Time» (1978 — CBS)
- «Bob-Shi-Bam» / «Girl You Got Me Lonely» (вініл) (1978 — CBS)
- «Dejlig er jorden» / «Endelig jul igen» (1979 — CBS)